# Dale Cruikshank
Dale Cruikshank (1939) es un astrónomo y científico planetario de la Subdivisión de Astrofísica del Centro de Investigación Ames de la NASA. Sus especialidades de investigación son la espectroscopia y la radiometría de planetas y pequeños cuerpos del Sistema Solar. Estos pequeños cuerpos incluyen cometas, asteroides, satélites planetarios, planetas enanos (por ejemplo, Plutón) y objetos en la región más allá de Neptuno (objetos del cinturón de Kuiper y cuerpos transneptunianos). Utiliza las observaciones espectroscópicas realizadas con telescopios terrestres y espaciales, así como las naves espaciales interplanetarias, para identificar y estudiar los geles, minerales y materiales orgánicos que componen las superficies de planetas y cuerpos pequeños.
Junto con varios colegas, Cruikshank ha encontrado muchas clases de hielo en varios cuerpos planetarios pequeños. Estos incluyen metano (CH₄), nitrógeno(N2), monóxido de carbono (CO), dióxido de carbono (CO₂), y agua (H₂O) congelados en el satélite Tritón de Neptuno, CH₄, N₂, y CO en Plutón, H₂O en el satélite Caronte de Plutón, H₂O de hielo en muchas de las lunas de Saturno y Urano, H₂O y CH₃OH sobre el objeto centauro 5145 Folo. En estudios con la nave Cassini, él y sus colegas han encontrado hidrocarburos en varios satélites de Saturno.

## Carrera profesional
Cruikshank ganó su título en física en la Universidad Estatal de Iowa y finalizó sus estudios de posgrado con un doctorado en la Universidad de Arizona en el Laboratorio Lunar y Planetario como estudiante de Gerard Kuiper en 1968. Después de un año en la URSS como científico de la Academia Nacional de Ciencias de los Estados Unidos, regresó a Arizona durante un año y luego se trasladó a la Universidad de Hawaii a mediados de 1970. Como astrónomo en el Instituto de Astronomía, colaboró con el desarrollo del Mauna Kea como uno de los lugares de observación más importantes del mundo y utilizó los numerosos telescopios para sus estudios observacionales de los cuerpos del Sistema Solar. Cruikshank se incorporó a la NASA en 1988.
Cruikshank es un miembro de la Unión Astronómica Internacional. En la Comisión 16 de la UAI (estudios físicos de los planetas) fue secretario (1995-1997), vicepresidente (1998-2000) y presidente (2001-2003).  También es miembro de la Sociedad Astronómica Estadounidense y de su División para Ciencias Planetarias. Fue miembro del Comité de la División para Ciencias Planetarias (1974-1977), vicepresidente (1989-1990) y presidente (1990-1991). Es miembro de la Academia de Ciencias de California y miembro de la Unión Americana de Geofísica.
Cruikshank ha servido en numerosos paneles y comités de revisión de la NASA tanto de la NASA como del Consejo Nacional de Investigación Estadounidense. Fue presidente del Panel de Cuerpos Primitivos de la primera Encuesta de Decadal del Sistema Solar (informe publicado en 2003) y sirvió al Comité de Dirección de la Segunda Encuesta del Decadal del Sistema Solar.  El informe de la segunda encuesta decadal se publicó en 2011, con el título "Vision and Voyages for Planetary Science in the Decade 2013-2022".
En 1988, el asteroide 3531 Cruikshank recibió su nombre después de que la Unión Astronómica Internacional, reconociendo la excelencia en la investigación sobre temas del Sistema Solar y el alcance del intercambio científico con la URSS.
En 2006 obtuvo el Premio Kuiper de la División de Ciencias Planetarias, de la Sociedad Astronómica Estadounidense.

## Publicaciones seleccionadas
- Stansberry, J. A.; Grundy, W. M.; Margot, J. L.; Cruikshank, D. P.; Emery, J. P.; Rieke, G. H.; Trilling, D. E. (2006) The Albedo, Size, and Density of Binary Kuiper Belt Object (47171) 1999 TC36. ApJ., 643, 556.
- Brown, Robert H.; Clark, Roger N.; Buratti, Bonnie J.; Cruikshank, Dale P.; Barnes, Jason W.; Mastrapa, Rachel M. E.; Bauer, J.; Newman, S.; Momary, T.; Baines, K. H.; and 15 coauthors (2006) Composition and Physical Properties of Enceladus' Surface, Science Volume 311, Issue 5766, pp. 1425–1428. Available online.
- Bernstein, M. P.; Cruikshank, D. P.; Sandford, S. A. (2006) Near-infrared laboratory spectra of CH4 in Solid H2O. Icarus Volume 181, Issue 1, March 2006, Pages 302-30 Available online.
- Brown, R. H.; Baines, K. H.; Bellucci, G.; Buratti, B. J.; Capaccioni, F.; Cerroni, P.; Clark, R. N.; Coradini, A.; Cruikshank, D. P.; Drossart, P.; and 16 coauthors (2006) Observations in the Saturn system during approach and orbital insertion, with Cassini's visual and infrared mapping spectrometer (VIMS). Astronomy and Astrophysics, Volume 446, Issue 2, February I 2006, pp. 707–716. Available online.
- Clark, R. N. and the Cassini VIMS Team. (2005) Compositional mapping of Saturn's moon Phoebe with imaging spectroscopy. Nature, 435, 66-69.
- Cruikshank, D. P., Barucci, M.A., Emery, J. P., Fernandez, Y., R., Grundy, W., G., Noll, K. S., and Stansberry, J. A. 2007. Physical Properties of Transneptunian Objects. In Protostars and Planets - V, B. Reipurth, D. Jewitt, and K. Keil, eds., Univ. Arizona Press. 879-893.
- Chaban, G. M., Bernsterin, M., and Cruikshank, D. P. 2007. Carbon dioxide on planetary bodies: Theoretical and experimental studies of molecular complexes. Icarus 187, 592-599.
- Emery, J. P., Dalle Ore, C. M., Cruikshank, D. P., Fernandez, Y. R., Trilling, D. E., and Stransberry, J. A., 2007. Ices on (90377) Sedna: Confirmation and compositional constraints. Astron. Astrophys. 466, 395-398.
- Cruikshank, D. P., Dalton, J. B., Dalle Ore, C., Bauer, J., Stephan, K., et al. (Cassini VIMS and UVS Teams). 2007. Composition of Hyperion. Nature 448, 54-56.
- Grundy, W. M., Stansberry, J. A., Noll, K. S., Stephens, D.C., Trilling, D. E., Kern, S. D., Spencer, J. R., Cruikshank, D. P., and Levison, H. F. 2007. The orbit, mass, size, albedo, and density of (65489) Ceto-Phorcys: A tidally evolved binary Centaur. Icarus 191, 286-297.
- Soderblom, L. et al. (including Cruiksank). 2007. Correlations between Cassini VIMS spectra and Radar SAR images: Implications for Titan's surface composition and the character of the Huygens probe landing site. Planet. Space Sci. 55, 2025-2036.
- Cruikshank, D. P., Wegryn, E., Dalle Ore, C. M., Brown, R. H., Baines, K. H., Bibring, J.-P., Burati, B. J., Clark, R. N., McCord, T. B., Nicholson, P. D., Pendleton, Y. J., Owen, T. C., Filacchione, G., Coradini, A., Cerroni, P., Capaccioni, F., Jaumann, R., Nelson, R. M., Baines, K. H., Sotin, C., Bellucci, G., Combes, M., Langevin, Y., Sicardy, B., Matson, D. L., Formisano, V., Drossart, P., Menella, V. 2008. Hydrocarbons on Saturn's satellites Iapetus and Phoebe. Icarus 193, 334-343.
- Clark, R. N., Brown, R. H., Jaumann, R., Cruikshank, D. P., Buratti, B., Baines, K. H., Nelson, R. M., Nicholson, P. D., Moore, J. M., Curchin, J., M., Hoefen, T., and Stephan, K. 2008. Compositional mapping of Saturn's satellite Dion with Cassini VIMS and the implications of dark material in the Saturn system. Icarus 193, 372-386
- Nicholson, P. D., Hedman, M. M., Clark, R. N., Showalter, M. R., Cruikshank, D. P., Cuzzi, J. N., Filacchione, G., Capaccioni, F., Cerroni, P., Hansen, G. B., Sicardy, B., Drossart, P., Brown, R. H., Buratti, B., J., Baines, K. H., and Coradini, A. 2008. A close look at Saturn's rings with Cassini VIMS. Icarus 193, 182-212.
- Buratti, B. J., Soderlund, K., Bauer, J., Mosher, J. A., Hicks, M. D., Simonelli, D., P., Jaumann, R., Clark, R. N., Brown, R. H., Cruikshank, D. P.,. and Momary, T. 2008. Infrared (0.83-5.1 mm) photometry of Phoebe from the Cassini Visual Infrared Mapping Spectrometer. Icarus 193, 309-322.
- de Bergh, C., Schmitt, B., Moroz, L. V., Quirico, E., and Cruikshank, D. P. Laboratory data on ices, refractory carbonaceous materials and minerals relevant to transneptunian objects and centaurs. 2008. In The Solar System Beyond Neptune (M. A. Barucci et al., Eds). pp. 483–506
- Dotto, E., Emery, J. P., Barucci, M. A., Morbidelli, A., and Cruikshank, D. P. De Troianis - The Trojans in the Planetary System. 2008. In The Solar System Beyond Neptune (M. A. Barucci et al., Eds). pp. 383–395.
- Stansberry, J. A., Grundy, W., Brown, M., Cruikshank, D. P., Spencer, J., Trilling, D., and Margot, J.-L. 2008. Physical properties or Kuiper Belt Objects and Centaurs: Constraints from Spitzer Space Telescope. In The Solar System Beyond Neptune (M. A. Barucci et al., Eds). pp. 161–179.
- Barucci, M. A., Boehnhardt, H., Cruikshank, D. P., and Morbidelli, A., Editors. The Solar System Beyond Neptune. 2008. University of Arizona Press, Tucson. 592 pp.
- Mastrapa, R. M., Bernstein, M. P., Sandford, S. A., Roush, T. L., Cruikshank, D. P., and Dalle Ore, C. M. 2008. Optical constants of amorphous and crystalline H2O -ice in the far infrared from 1.1 to 2.6 mm. Icarus 197, 307-320.
- Protopapa, S., Boehnhardt, H., Herbst, T. M., Cruikshank, D. P., Grundy, W. M., Merlin, F., and Olkin, C. B. 2008. Surface characterization of Pluto and Charon by L and M band spectra. Astron. & Astrophysics. 490, 365-375.
- Cruikshank, D. P. 2008. Organic matter in the Solar System: From colors to spectral bands. Organic Matter in Space, (S. Kwok, S. A. Sandford, Eds.) Proc. IAU Symp. 251, pp. 119–125.
- Mastrapa, R. M., Sandford, S. A., Roush, T. L., Cruikshank, D. P., and Dalle Ore, C. M. Optical constants of amorphous and crystalline H2O ices: 2.5–22 mm (4000–455 cm-1). Astrophys. J. 701, 1347-1356.
- Dalle Ore, C. M., Barucci, M. A., Emery, J. P., Cruikshank, D. P., Dalle Ore, L. V., Merlin, F., Alvarez-Candal, A., de Bergh, C., Trilling, D. E., Perna, D., Fornasier, S., Mastrapa, R. M. E., and Dotto, E. Composition of KBO (50000) Quaoar. Astron. & Astrophys. 501, 349-357.
- Cruikshank, D. P., Meyer, A. W., Brown, R. H., Clark, R. N., Jaumann, R., Stephan, K. Hibbitts, C. A., Sandford, S. A., Mastrapa, R. M. E., Filacchione, G., Dalle Ore, C. M., Nicholson, P. D., Buratti, B. J., McCord, TY. B., Nelson, R. M., Dalton, J. B., Baines, K. H., and Matson, D. L. 2009. Carbon dioxide on the satellites of Saturn: Results from the Cassini VIMS investigation and revisions to the VIMS wavelength scale. Icarus 206, 561-572.
- Cruikshank, D. P., Emery, J. P., Kornei, K. A., Bellucci, G., Formisano, V., d'Aversa, E. 2010. Io: Time-resolved near-infrared spectroscopy (1.9-4.2 mm) of eclipse reappearances. Icarus 205, 516-527.
- Dalton, J. B., Cruikshank, D. P., Stephan, K., McCord, T. B., Coustenis, A., Carlson, R. W., Coradini, A. 2010. Chemical composition of icy satellite surfaces. In Space Sci. Rev. 153, 113-154. Also published as an ISSI volume: Satellites of the Outer Solar System, O. Grasset, M. Blanc, A. Coustenis, W. B. Durham, H. Hussmann, R. T. Pappalardo, D. Turrini, Eds. Springer, pp. 111–152, 2010.
- Clark, R. N., Curchin, J. M., Barnes, J. W., Jaumann, R., Soderblom, L., Cruikshank, D. P., Brown, R. H., Rodriguez, S., Lunine, J., Stephan, K., Hoefen, T. M., Le Mouelic, S., Sotin, C., Baines, K. H., Buratti, B. J., Nicholson, P. D. 2010. Detection and mapping of hydrocarbon deposits on Titan. J. Geophys. Res. 115, E10005.
- Emery, J. P., Burr, D. M., Cruikshank, D. P. 2011. Near-infrared spectroscopy of Trojan asteroids: Evidence for two compositional groups. Astron. J. 141, 25-
- Lellouch, E., Stansberry, J., Emery, J., Grundy, W., Cruikshank, D. P., 2011. Thermal properties of Pluto's and Charon's surfaces from Spitzer Observations. Icarus 214, 701-716.
- Pinilla-Alonso, N., Roush, T. L. Marzo, G. A., Cruikshank, D. P., Dalle Ore, C. M. 2011. Iapetus surface variability revealed from statistical clustering of a VIMS mosaic: The distribution of CO2. Icarus 215, 75-82.
- Dalle Ore, C. M., Fulchignoni, M., Cruikshank, D. P., Barucci, M. A., Brunetto, R., Campins, H., de Bergh, C., Debes, J. H., Dotto, E., Emery, J. P., Grundy, W. M., Jones, A. P., Mennella, V., Orthous-Daunay, F. R., Owen, T., Pascucci, I., Pendleton, Y. J., Pinilla-Alonso, N., Quirico, E., Strazzulla, G. 2011. Organic materials in planetary and protoplanetary systems: Nature or nurture? Astron. Astrophys. 533 A98
- Imanaka, H., Cruikshank, D. P., Khare, B. N., McKay, C. P. 2012. Optical constants of laboratory synthesized comoplex organic materials: Part 1. Titan tholins at mid-infrared wavelengths (2.5–25 mm). Icarus 218, 247-261.